# Madonna col Bambino, due santi e una santa
La Madonna col Bambino, due santi e una santa è un dipinto tempera su tela (57x42 cm) di Andrea Mantegna, databile al 1490-1500 circa e conservato nel Museo Jacquemart-André di Parigi.

## Descrizione e stile
L'opera, sebbene non da tutti ritenuta autografa del maestro, almeno nella stesura pittorica (molto danneggiata), fa parte di quel gruppo di piccoli dipinti devozionali su tela databili agli anni 1490. Tra questi spiccano la Sacra famiglia di Dresda, quella di Verona e la Madonna col Bambino e santi di Torino.
In tutte queste opere le figure in primo piano occupano l'intero spazio pittorico, accostandosi e cercando spesso un contatto diretto con lo spettatore. La Madonna del Jacquemart-André è caratterizzata da una tenera intimità tra madre e figlio, che ricorda, anche nelle fisionomie, la Madonna col Bambino dormiente nella Gemäldegalerie di Berlino. I loro sguardi, come di consueto, non si incrociano, ma il dolce abbraccio ne manifesta il legame. 
Dietro di loro, oltre lo sfondo scuro, stanno due santi (il primo è forse san Giuseppe, il secondo è appena distinguibile di profilo) e una santa (forse Maria Maddalena, quale premonitrice della Passione).